# Stay the Night
Stay the Night är en låt som framfördes av Alcazar i Melodifestivalen 2009 i deltävlingen i Göteborg. Den kvalificerade sig direkt till finalen i Globen den 14 mars 2009. Låten är en av singlarna på Alcazars tredje album Disco Defenders som släpptes den 11 mars 2009. Text och musik är skriven av Anders Hansson, Mårten Sandén, Andreas Lundstedt, Therese Merkel och Lina Hedlund. 
Singeln nådde som högst andra plats på den svenska singellistan. Den 3 maj 2009 gick melodin även in på Svensktoppen  där den låg i åtta veckor fram till 21 juni 2009  med fjärdeplats som högsta placering.

## Listplaceringar
| Lista (2009) | Position |
| ------------ | -------- |
| Sverige      | 2        |